# Nordhalden
Nordhalden ist ein Ortsteil der Stadt Blumberg im Schwarzwald-Baar-Kreis in Baden-Württemberg. Der Ort wurde im Zuge der Gemeindegebietsreform in Baden-Württemberg am 1. Januar 1971 nach Blumberg eingemeindet.

## Lage und Verkehrsanbindung
Nordhalden liegt südöstlich der Kernstadt von Blumberg an der Biber. Westlich des Ortes verläuft die B 27, nördlich die B 314 und 500 Meter südlich die Staatsgrenze zur Schweiz.